# باول سكوت (لاعب كرة قدم)
باول سكوت (بالإنجليزية: Paul Scott)‏ (29 يناير 1985 في المملكة المتحدة - ) هو لاعب كرة قدم بريطاني في مركز الدفاع. لعب مع نادي بيرنلي.

## وصلات خارجية
- باول سكوت على موقع قاعدة بيانات كرة القدم.إي يو (الإنجليزية)
- باول سكوت على موقع Soccerbase.com (لاعب) (الإنجليزية)